# Cortese dell’Alto Monferrato
Cortese dell’Alto Monferrato ist ein italienisches Weinbaugebiet in der Provinz Alessandria, Piemont. Seit dem 26. Juni 1992 hat das Anbaugebiet den Status einer „kontrollierten Herkunftsbezeichnung“ (Denominazione di origine controllata – DOC), die zuletzt am 7. März 2014 aktualisiert wurde. Das Gebiet Alto Monferrato liegt in der Nähe der ligurischen Apenninen.

## Erzeugung
Die Denomination gilt für einen Weißwein, der hauptsächlich (85–100 %) aus der Rebsorte Cortese gekeltert wird. Er ist dem bekannten Gavi sehr ähnlich. Maximal 15 % andere weiße Rebsorten, die für den Anbau in der Region Piemont zugelassen sind, dürfen zugesetzt werden.
Außer dem Stillwein werden auch ein Schaumwein (spumante) und ein Perlwein (frizzante) erzeugt.

## Anbau
Folgende Gemeinden sowie Teile von Gemeinden sind zugelassen:
- In der Provinz Asti sind Rebflächen in folgenden Gemeinden zur Erzeugung des Cortese dell’Alto Monferrato zugelassen: Bubbio, Canelli, Castelnuovo Belbo, Fontanille, Incisa Scapaccino, Mombaruzzo, Monastero Bormida, Montabone, Nizza Monferrato, Roccaverano, Vesime, Bruno, Maranzana, Cortiglione, Quaranti, Castelletto Molina, Castel Rocchero, Calamandrana, Rocchetta Palafea, Rocchetta Tanaro, Castel Boglione, Cassinasco, Sessame, Loazzolo, Cessole, San Giorgio Scarampi, Olmo Gentile, Mombaldone, Serole, San Marzano Oliveto, Vinchio, Vaglio Serra, Mombercelli, Belveglio und Castelnuovo Calcea.

- In der Provinz Alessandria sind Rebflächen in folgenden Gemeinden zur Erzeugung des Cortese dell’Alto Monferrato zugelassen: Acqui Terme, Alice Bel Colle, Basaluzzo, Belforte Monferrato, Bistagno, Carpeneto, Carrosio, Casaleggio Boiro, Cassine, Cassinelle, Castelletto d’Erro, Castelletto d’Orba, Castelnuovo Bormida, Cavatore, Cremolino, Denice, Gamalero, Grognardo, Lerma, Malvicino, Predosa, Melazzo, Merana, Molare, Montaldeo, Montaldo Bormida, Montechiaro d’Acqui, Morbello, Mornese, Morsasco, Orsara Bormida, Ovada, Pareto, Ponti, Ponzone, Prasco, Ricaldone, Rivalta Bormida, Rocca Grimalda, Silvano d’Orba, Spigno Monferrato, Strevi, Tagliolo Monferrato, Terzo, Trisobbio und Visone sowie in Teilbereichen der Gemeinden Capriata d’Orba, Francavilla Bisio, Novi Ligure, Pasturana und Sezzadio.

2019 wurden insgesamt 16.879 Hektoliter DOC-Wein produziert.

## Beschreibung

### Cortese dell’Alto Monferrato
- Farbe: helles strohgelb mit Tendenz zu grünlich
- Geruch: charakteristisch, zart, sehr subtil, aber anhaltend
- Geschmack: trocken, ausgewogen, fruchtig, angenehm bitter
- Alkoholgehalt: mindestens 10,0 % Vol.
- Säuregehalt: mind. 5,0 g/l
- Trockenextrakt: mind. 15,0 g/l[1]

### Cortese dell’Alto Monferrato Spumante
- Perlage: fein und anhaltend
- Farbe: helles strohgelb mit Tendenz zu grünlich
- Geruch: charakteristisch, zart, sehr subtil, aber anhaltend
- Geschmack: von extra brut bis brut, ausgewogen, fruchtig, angenehm bitter
- Alkoholgehalt: mindestens 10,0 % Vol.
- Säuregehalt: mind. 5,0 g/l
- Trockenextrakt: mind. 15,0 g/l[1]

### Cortese dell’Alto Monferrato Frizzante
- Perlage: lebhaft, abklingend
- Farbe: helles strohgelb mit Tendenz zu grünlich
- Geruch: charakteristisch, zart, sehr subtil, aber anhaltend
- Geschmack: von extra brut bis brut, ausgewogen, fruchtig, angenehm bitter
- Alkoholgehalt: mindestens 10,0 % Vol.
- Säuregehalt: mind. 5,0 g/l
- Trockenextrakt: mind. 15,0 g/l[1]